# Anochetus lucidus
Anochetus lucidus é uma espécie de formiga do gênero Anochetus, pertencente à subfamília Ponerinae.